# رابرت استون (هنرپیشه)
رابرت استون (انگلیسی: Robert Easton; ۲۳ نوامبر ۱۹۳۰ – ۱۶ دسامبر ۲۰۱۱) یک هنرپیشه اهل ایالات متحده آمریکا بود.
از فیلم‌های معروف او می‌توان به بازی در فیلم رنگ‌های بنیادین و عزیز اشاره کرد.